# امیرآباد (چناران)
امیر‌آباد (چناران)، روستایی از توابع بخش مرکزی شهرستان چناران در استان خراسان رضوی ایران است.

## جمعیت
این روستا در دهستان چناران قرار دارد و براساس سرشماری مرکز آمار ایران در سال ۱۳۸۵، جمعیت آن ۲۷۸ نفر (۶۸خانوار) بوده‌است.